# Anna Čičerovová
Anna Vladimirovna Čičerovová (rusky Анна Владимировна Чичерова, * 22. července 1982 Jerevan, Arménská SSR) je ruská atletka, olympijská vítězka a bronzová olympijská medailistka, mistryně světa a halová mistryně Evropy ve skoku do výšky.

## Kariéra

### Juniorské úspěchy
Poprvé na sebe tato 178 cm vysoká atletka upozornila v roce 1999 na prvním ročníku MS v atletice do 17 let v polské Bydhošti, kde získala zlatou medaili za 189 cm. O rok později skončila na mistrovství světa juniorů v Santiagu de Chile výkonem 185 cm těsně pod stupni vítězů, na čtvrtém místě. V červenci roku 2001 pořádalo juniorské mistrovství Evropy italské Grosseto. Čičerovová zde překonala 190 cm a vybojovala stříbrnou medaili, když výše skočila jen Ramona Popová z Rumunska. V témže roce skončila na světové letní Univerziádě v Pekingu s výkonem 185 cm na osmém místě.

### Seniorské úspěchy
První úspěchy mezi dospělými si připsala v roce 2003, když nejprve vybojovala za 199 cm bronzovou medaili na halovém MS v Birminghamu. V létě se na svém prvním mistrovství světa v Paříži umístila na šestém místě, když pokořila laťku na stojanech ve výšce 195 cm. O rok později se konalo další halovém MS v maďarské Budapešti, kde překonala ve finále rovné dva metry a získala stříbrnou medaili. Výše skočila jen další ruská výškařka Jelena Slesarenková, která zvítězila výkonem 204 cm. Na letních olympijských hrách v Athénách postoupila do finále, kde se umístila na šestém místě.
V roce 2005 získala hned dvě zlaté medaile z atletických šampionátů. Na halovém ME v Madridu překonala 201 cm a nechala za sebou domácí výškařku, Španělku Ruth Beitiaovou, která skočila 199 cm a skončila stříbrná. Na světovém šampionátu ve finských Helsinkách skončila pod stupni vítězů, na čtvrtém místě vinou horšího technického zápisu. Zlatou medaili však vybojovala na XXIII. Letní Univerziádě v tureckém İzmiru, kde k titulu stačilo překonat 190 cm. Stříbro brala Irina Kovalenková z Ukrajiny a bronz Němka Ariane Friedrichová.
Halové mistrovství světa 2006 pořádala Moskva, na domácí půdě se však ruská výškařka vinou zranění nepředstavila. Vrcholem letní atletické sezóny bylo ME v atletice ve švédském Göteborgu, kde obsadila s další Ruskou Jekatěrinou Savčenkovou sedmé místo. V roce 2007 se konalo MS v japonské Ósace, kde si ve finále vylepšila o dva centimetry osobní rekord pod širým nebem a za 203 cm získala společně s Italkou Antoniettou Di Martinovou stříbrnou medaili.
V halové sezóně 2008 předvedla nejlépe 198 cm v rumunské Bukurešti a na halovém MS ve Valencii nestartovala. Na letních olympijských hrách v Pekingu vybojovala výkonem 203 cm bronzovou medaili. Na výšce 199 cm se zachránila třetím pokusem, následné dvě výšky (201, 203) však překonala napoprvé. Medaile jí byla odebrána v roce 2016 na základě zpětného testování vzorků, které u ní odhalilo anabolický steroid turinabol.. V roce 2009 vybojovala výkonem 202 cm stříbrnou medaili na mistrovství světa v Berlíně. Závodí za armádní atletický klub v Moskvě (CSKA).
V den svých 29. narozenin skočila na ruském atletickém šampionátu v Čeboksarech 207 centimetrů, čímž si o tři cm vylepšila osobní rekord a o jeden cm vylepšila národní rekord Jeleny Slesarenkové z roku 2004. Po dvou stříbrných medailích v řadě dokázala na MS v atletice 2011 v jihokorejském Tegu získat titul mistryně světa, když porazila Blanku Vlašičovou díky lepšímu technickému zápisu.

### Sezóna 2012
Před halovým světovým šampionátem v Istanbulu pětkrát v řadě zvítězila a vždy překonala dvoumetrovou hranici. 4. února na výškařském mítinku v německém Arnstadtu dokázala zvítězit výkonem 206 cm, což je třetí nejlepší halový výkon všech dob. Výše skočila jen v roce 1992 Němka Heike Henkelová, která v Karlsruhe zdolala 207 cm a halový světový rekord 208 cm drží Švédka Kajsa Bergqvistová od 4. února 2006. 206 cm překonala jednou také Stefka Kostadinovová a Blanka Vlašičová. Vítěznou sérii Čičerovové zastavila na halovém MS Američanka Chaunté Lowe, která vybojovala výkonem 198 cm zlatou medaili. Ruska se společně s Ebbou Jungmarkovou a Antoniettou Di Martinovou podělila o stříbro.
Z důvodu přípravy na olympijské hry vynechala ME v atletice v Helsinkách. Poslední závod před olympiádou absolvovala v Londýně v rámci Diamantové ligy na mítinku Aviva, kde skončila třetí (194 cm). Na Letních olympijských hrách 2012 v Londýně byla největší adeptkou na zisk zlaté medaile. Roli favoritky nakonec splnila, když se ve finále jako jediná dokázala přenést přes 205 cm. Tuto výšku zdolala napodruhé a všechny předešlé prvním pokusem. Stříbro získala překvapivě Američanka Brigetta Barrettová a bronz další Ruska Světlana Školinová, když si obě vylepšily osobní rekord na 203 cm.

### Osobní rekordy
Patří mezi devět výškařek celé historie, které mají skočeno v hale i pod širým nebem 205 cm a více. Totéž dále dokázaly Bulharka Stefka Kostadinovová, Němky Heike Henkelová a Ariane Friedrichová, Švédka Kajsa Bergqvistová, Belgičanka Tia Hellebautová, Chorvatka Blanka Vlašičová, krajanka Marija Lasickeneová a Ukrajinka Jaroslava Mahučichová. Dvoumetrovou hranici a vyšší zdolala celkově 38krát.
- hala – 206 cm – 4. února 2012, Arnstadt
- venku – 207 cm – 22. července 2011, Čeboksary

## Osobní život
Jejím manželem je kazašský sprinter Gennadij Černovol. Dne 7. září roku 2010 se ji narodila dcera Nika.